# Les Sept Filles de Tuvia
Pour plus de détails, voir Fiche technique et Distribution.
Les Sept Filles de Tuvia (טוביה ושבע בנותיו, Tuvia Vesheva Benotav) est un film israélien réalisé par Menahem Golan, sorti en 1968.

## Synopsis
En 1905 en Russie, Tuvia est un Juif pauvre. Un jour, il reçoit une vache et de la nourriture en remerciement d'un service qu'il a rendu. Sa vie avec sa femme et ses sept filles s'améliore. Mais qu'il peut désormais fournir une dot à ses filles, celles-ci font des mariages qui ne l'enchantent pas.

## Fiche technique
- Titre : Les Sept Filles de Tuvia
- Titre original : טוביה ושבע בנותיו (Tuvia Vesheva Benotav)
- Réalisation : Menahem Golan
- Scénario : Ladislas Fodor, Menahem Golan et Haim Hefer d'après le roman de Cholem Aleikhem
- Musique : Dov Seltzer (en)
- Photographie : Nissim Leon
- Montage : Tova Biran, Dov Hoenig (en) et Alfred Srp
- Production : Artur Brauner et Menahem Golan
- Société de production : CCC-Film et Noah Films
- Pays :  Israël et  Allemagne de l'Ouest
- Genre : Drame
- Durée : 120 minutes
- Dates de sortie : 
  -  Israël : 1968

## Distribution
- Shmuel Rodensky : Tuvia
- Betty Segal : Golda, sa femme
- Ninet Dinar : Zeitl
- Avital Paz : Hodl
- Judith Solé : Sprinza
- Tikva Mor : Chava
- Mira Gan-Mor : Bailke
- Robert Hoffmann : Fyodor
- Peter van Eyck : le pope orthodoxe
- Wolfgang Kieling : Poperilli
- Illi Gorlitzky : Menahem Mendel
- Mira Katzir : une jumelle
- Rachel Katzir : une jumelle

## Distinctions
Le film a été choisi en sélection officielle en compétition au Festival de Cannes 1968 mais n'a pas été présenté à la suite de l'annulation du festival en raison des événements de Mai 68.